# American Ninja Warrior
American Ninja Warrior (рус. Американский воин-ниндзя) — американское спортивное телевизионное шоу, одна из национальных адаптаций японского шоу «Сасукэ» (яп. サスケ) по франшизе Ninja Warrior. Участники шоу проходят препятствия, называемые «этапы».
Шоу стало проходить в Лос-Анджелесе и транслироваться с 2009 года на канале NBC. В течение первых четырёх сезонов финалисты ездили в Японию на гору Мидорияма. С четвёртого сезона участники начали ездить в Лас-Вегас, где была построена конструкция, идентичная «Мидорияме».
В седьмом сезоне участник Исаак Кальдьеро добился «полной победы» и прошёл на четвёртый этап. С 2016 года шоу стало транслироваться на кабельном телевидении Esquire Networks. В 2023 году сериал продлили на 15 и 16 сезоны, которые снимаются одновременно. Премьера 15-го сезона состоялась 5 июня 2023 года, а 16-й сезон выйдет в эфир летом 2024 года.